# Lee Archambault
Lee Joseph "Bru" Archambault, född 25 augusti 1960 i Oak Park, Illinois, är en amerikansk astronaut uttagen i astronautgrupp 17 den 4 juni 1998.

## Familjeliv
Archambault har tre barn med sin fru Kelly. 

## Karriär
Före NASA var han pilot inom USA:s flygvapen och har över 4 250 flygtinnar i över 30 olika flygplansmodeller.
I juni 1998 blev han utvald att påbörja astronaututbildning som pilot. I augusti samma år påbörjade utbildningen. Hos NASA har han varit med och utvecklat ny flyghårdvara och varit inblandad i rymdfärderna STS-111, STS-114 och STS-121. Hans första egna rymdfärjeuppdrag blev dock STS-117 med rymdfärjan Atlantis. 
2013 lämnade Archambault NASA för Sierra Nevada Corporation.

## Rymdfärder
- Atlantis - STS-117
- Discovery - STS-119

## Rymdfärdsstatistik
| Färd    | Datum             | Tid       | EVA     |
| ------- | ----------------- | --------- | ------- |
| STS-117 | 8 - 22 juni 2007  | 332:11:32 | 0:00:00 |
| STS-119 | 15 - 28 mars 2009 | 307:29:41 | 0:00:00 |
| Totalt  | Totalt            | 639:41:13 | 0:00:00 |